# Gastão Elias
Gastão Elias (Caldas da Rainha, 24 november 1990) is een Portugese tennisspeler. Hij heeft nog geen ATP-toernooi gewonnen. Wel deed hij al mee aan grandslamtoernooien. Hij heeft zeven challengers in het enkelspel en één in het dubbelspel op zijn naam staan.

## Palmares

### Enkelspel
| Nr.                  | Datum           | Toernooi       | Ondergrond | Tegenstander in finale | Score         |
| -------------------- | --------------- | -------------- | ---------- | ---------------------- | ------------- |
| Gewonnen challengers |                 |                |            |                        |               |
| 1.                   | 15 oktober 2012 | Rio de Janeiro | Gravel     | Boris Pashanski        | 6-3, 7-5      |
| 2.                   | 15 april 2013   | Santos         | Gravel     | Rogério Dutra da Silva | 4-6, 6-2, 6-0 |
| 3.                   | 1 november 2015 | Lima           | Gravel     | Andrej Martin          | 6-2, 7-6(4)   |
| 4.                   | 7 november 2015 | Guayaquil      | Gravel     | Diego Schwartzman      | 6-0, 6-4      |
| 5.                   | 24 april 2016   | Turijn         | Gravel     | Enrique Lopez-Perez    | 3-6, 6-4, 6-2 |
| 6.                   | 22 mei 2016     | Mestre         | Gravel     | Horacio Zeballos       | 7-6(0), 6-2   |
| 7.                   | 8 oktober 2017  | Campinas       | Gravel     | Renzo Olivo            | 3-6, 6-3, 6-4 |

### Dubbelspel
| Nr.                          | Datum           | Toernooi       | Ondergrond | Partner                  | Tegenstanders in finale                     | Score       |
| ---------------------------- | --------------- | -------------- | ---------- | ------------------------ | ------------------------------------------- | ----------- |
| Gewonnen finales challengers |                 |                |            |                          |                                             |             |
| 1.                           | 4 oktober 2015  | Porto Alegre   | Gravel     | Frederico Ferreira Silva | Christian Garin Juan Carlos Saez            | 6-2, 6-4    |
| 2.                           | 24 januari 2016 | Rio de Janeiro | Gravel     | André Ghem               | Jonathan Eysseric Miguel Angel Reyes-Varela | 6-4, 7-6(2) |

## Resultaten grote toernooien
| Legenda | Legenda                          |
| ------- | -------------------------------- |
| g.t.    | geen toernooi gehouden           |
| l.c.    | lagere categorie                 |
| –       | niet deelgenomen                 |
| G       | uitgeschakeld in de groepsfase   |
| 1R      | uitgeschakeld in de eerste ronde |
| 2R      | uitgeschakeld in de tweede ronde |
| 3R      | uitgeschakeld in de derde ronde  |
| 4R      | uitgeschakeld in de vierde ronde |
| KF      | uitgeschakeld in de kwartfinale  |
| HF      | uitgeschakeld in de halve finale |
| F       | de finale verloren               |
| W       | het toernooi gewonnen            |
| w-v     | winst/verlies-balans             |

### Enkelspel
| toernooi             | 2013 | 2014 | 2015 | 2016 | 2017 | 2018 |
| -------------------- | ---- | ---- | ---- | ---- | ---- | ---- |
| grandslamtoernooien  |      |      |      |      |      |      |
| Australian Open      | –    | –    | –    | –    | 1R   | –    |
| Roland Garros        | –    | 1R   | 1R   | –    | 1R   | –    |
| Wimbledon            | 1R   | –    | –    | 1R   | –    | 1R   |
| US Open              | –    | –    | –    | 1R   | –    | –    |
| ATP Masters 1000     |      |      |      |      |      |      |
| Indian Wells         | –    | –    | –    | –    | 1R   | –    |
| Miami                | –    | –    | –    | –    | 1R   | –    |
| Monte Carlo          | –    | –    | –    | –    | –    | –    |
| Madrid               | –    | –    | –    | –    | –    | –    |
| Rome                 | –    | –    | –    | –    | –    | –    |
| Montreal/Toronto     | –    | –    | –    | –    | –    | –    |
| Cincinnati           | –    | –    | –    | –    | –    | –    |
| Shanghai             | –    | –    | –    | –    | –    | –    |
| Parijs               | –    | –    | –    | –    | –    | –    |
| olympisch            |      |      |      |      |      |      |
| Olympische Spelen    | g.t. | g.t. | g.t. | 2R   | g.t. | g.t. |
| statistieken         |      |      |      |      |      |      |
| totaal aantal titels | 0    | 0    | 0    | 0    | 0    | 0    |
| eindejaarsranking    | 175  | 132  | 133  | 81   | 115  | 310  |

### Dubbelspel
| toernooi             | 2016 |
| -------------------- | ---- |
| grandslamtoernooien  |      |
| Australian Open      | –    |
| Roland Garros        | –    |
| Wimbledon            | –    |
| US Open              | 1R   |
| ATP Masters 1000     |      |
| (nog) geen deelnames |      |
| olympisch            |      |
| Olympische Spelen    | 2R   |
| statistieken         |      |
| totaal aantal titels | 0    |
| eindejaarsranking    | 292  |